# 10,5 cm leFH 16
10,5 cm leFH 16, полное название 10,5 cm leichte Feldhaubitze 16 (10,5-сантиметровая лёгкая полевая гаубица образца 1916 года) — немецкая 105-мм гаубица времён Первой и Второй мировых войн.

## История
Фирма «Рейнметалл» на основе FH 98/09 создала свою гаубицу, удовлетворявшую требованиям артиллерийской испытательной комиссии и летом 1916 года была подготовлена первая экспериментальная батарея, а в сентябре того же года на заводе «Рейнметалл» началось производство орудия, получившего обозначение leFH 16.
Ввиду военного положения лафет leFH 16 был унифицирован с FH 98/09. При его создании старались использовать как можно больше деталей от лафета гаубицы фирмы «Крупп». Одинаковыми были также снаряды, зарядные гильзы и пороховые заряды. Ствол был длиннее, чем у FH 98/09 — его длина составляла 2,29 м. Создание этой гаубицы было одним из вынужденных решений, принятых под давлением условий военного времени. Оригинальная версия имела дальность стрельбы 8400 м, орудие на момент выпуска имело очень современную конструкцию. Всего было произведено около 14 000 орудий.
Использовалась германской имперской армией в годы Первой мировой войны и рейхсвером — в годы существования Веймарской республики. После войны некоторое количество гаубиц было получено Бельгией в качестве военных трофеев. Бельгийское обозначение — Obusier de 105 GP. Оставалась основным артиллерийским орудием Вермахта до принятие на вооружение гаубицы 10,5 cm leFH 18 образца 1935 года, после чего была передана резервным и учебным подразделениям.
После захвата Франции в годы Второй мировой войны орудия этого типа использовались в укреплениях Атлантического вала вдоль французского побережья. Захваченные вермахтом бельгийские гаубицы получили индекс 10,5 cm leFH 327(b). Часть гаубиц была установлена на французские бронеавтомобили TCM и британские танки Mk VI. Такие импровизированные САУ использовались 5-м отрядом 227-го артиллерийского полка 227-й пехотной дивизии, часть из них также составляла парк 22-й танковой дивизии.

## Модернизации
В орудие было внесено ряда небольших изменений, после чего оно получило обозначение 10,5 cm leFH 16 nA (neuer Art — нового образца). Дальность усиленным зарядом достигла 9225 м.
При стрельбе более лёгкими снарядами (C-Geschoss) от 10,5 cm leFH 18 (14,25-14,81 кг) дальность стрельбы достигала 9700 м.

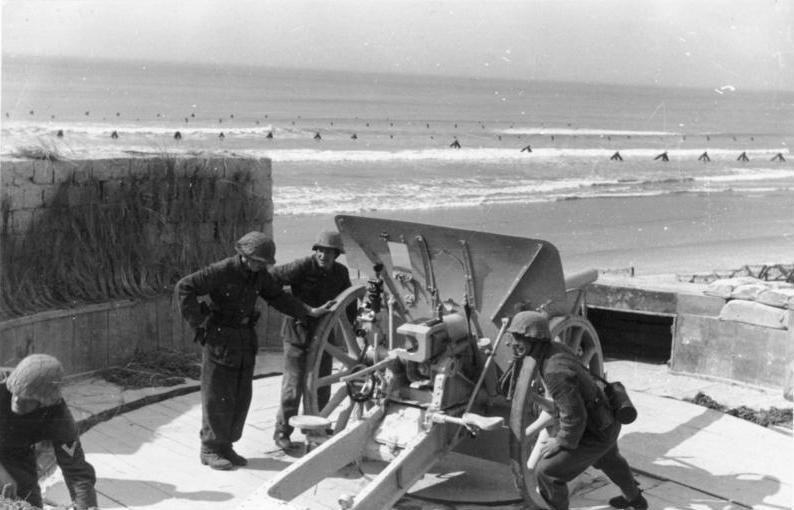
Гаубица 10,5 cm leFH 16 на Атлантическом валу
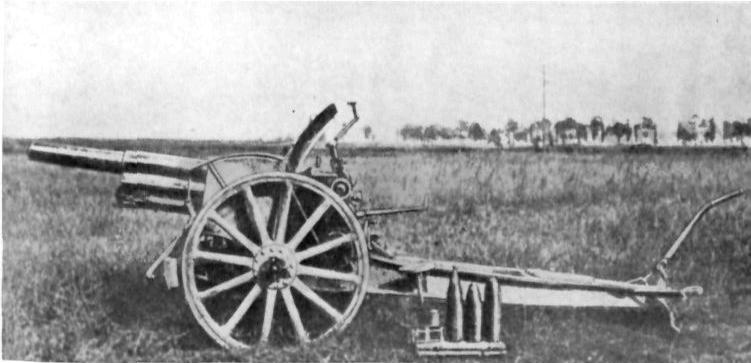
Гаубица 10,5 cm leFH 16 с боеприпасами

На базе французского танка FCM 36 была создана самоходка 105-мм САУ 10,5cm. leFH 16 auf Geschutzwagen FCM (f) — всего было собрано 12 штук. Гаубица получила дульный тормоз от 10,5 cm leFH 18M.